# إبراهيم مازة
إبراهيم مازة (من مواليد 24 نوفمبر 2005) هو لاعب كرة قدم جزائري يلعب حاليًا لصالح باير 04 ليفركوزن في ألمانيا.

## سيرة
تدرب إبراهيم مازة في البداية في نادي رينكيندورفر فوشس، قبل أن ينضم إلى أكاديمية الشباب في هيرتا برلين في عام 2018. بدأ مسيرته المهنية مع فريق الرديف في هيرتا برلين في عام 2022.
في 27 أبريل 2023، وقع أول عقد احترافي له مع هيرتا برلين حتى عام 2026. ظهر لأول مرة مع الفريق الأول كبديل في الهزيمة 2–0 في الدوري الألماني أمام بايرن ميونيخ في 30 أبريل 2023  .
مع هبوط هيرتا برلين بالفعل في الأسبوع السابق، دخل مازة وسجل أول هدف احترافي له، مما سمح له بتحقيق التعادل ضد نادي فولفسبورغ في 27 مايو 2023

## المسيرة الدولية
وفي 3 أكتوبر 2024، تم اختياره لأول مرة لثميل المنتخب الجزائر لكرة القدم من قبل المدرب فلاديمير بيتكوفيتش للمواجهة المزدوجة أمام توغو لحساب تصفيات كأس الأمم الإفريقية 2025

## إحصائيات المهنة
| نادي        | موسم    | الدوري             | الدوري    | الدوري  | كأس الوطني | كأس الوطني | قارية     | قارية   | المجموع   | المجموع |
| نادي        | موسم    | قسم                | التطبيقات | الأهداف | التطبيقات  | الأهداف    | التطبيقات | الأهداف | التطبيقات | الأهداف |
| ----------- | ------- | ------------------ | --------- | ------- | ---------- | ---------- | --------- | ------- | --------- | ------- |
| هيرتا برلين | 2022–23 | الدوري الألماني    | 2         | 1       |            |            | —         | —       | 2         | 1       |
| هيرتا برلين | 2023–24 | 2. الدوري الألماني | 13        | 1       |            |            | —         | —       | 13        | 1       |
| هيرتا برلين | 2024–25 | 2. الدوري الألماني | 8         | 1       | 1          | 1          | —         | —       | —         | —       |